# Hemitrachys bizonatus
Hemitrachys bizonatus is een keversoort uit de familie mierkevers (Cleridae). De wetenschappelijke naam van de soort is voor het eerst geldig gepubliceerd in 1876 door Gorham.